# 13327 Reitsema
13327 Reitsema (1998 SC24) là một tiểu hành tinh vành đai chính được phát hiện năm 1998 bởi Edward L. G. Bowell ở Đài thiên văn Lowell. Nó được đặt theo tên của Harold James Reitsema, một nhà thiên văn học Hoa Kỳ.